# Fátima (Los Silos)
Fátima es un barrio del municipio de Los Silos, en la isla de Tenerife (Canarias, España), situado a poca distancia del casco pudiendo ser considerado parte del mismo. Es conocido popularmente como "El Toscal" por tener en sus inmediaciones unos terrenos de tosca, material volcánico de origen ácido y color blanquecino. El trazado de sus calles es irregular, varias de ellas no tienen salida y la edificación está concentrada en torno a las vías.

## Historia
El barrio de Fátima al igual que el de Aregume surgió sobre la base de los sistemas de autogestión y autoconstrucción de viviendas. Se produjo la construcción acelerada y masiva por los vecinos del municipio, intentando aprovechar el vacío legal existente en ese terreno.
Este núcleo de población surge por el desplazamiento de los vecinos desde el casco hacia el norte (crecimiento natural) sorteando la montaña de Aregume, consumiendo principalmente el suelo menos apto para la agricultura por su difícil topografía, dando a este pequeño territorio vocación urbana a pesar de sus difíciles condiciones topográficas.

## Demografía
Actualmente su población es de 297 habitantes, siendo el segundo barrio menos poblado del municipio después de Erjos.
| 2000 | 2001 | 2002 | 2003 | 2004 | 2005 | 2006 | 2007 | 2008 | 2009 |
| ---- | ---- | ---- | ---- | ---- | ---- | ---- | ---- | ---- | ---- |
| 272  | 284  | 289  | 283  | 281  | 292  | 290  | 276  | 276  | 297  |